# Raymond Burr

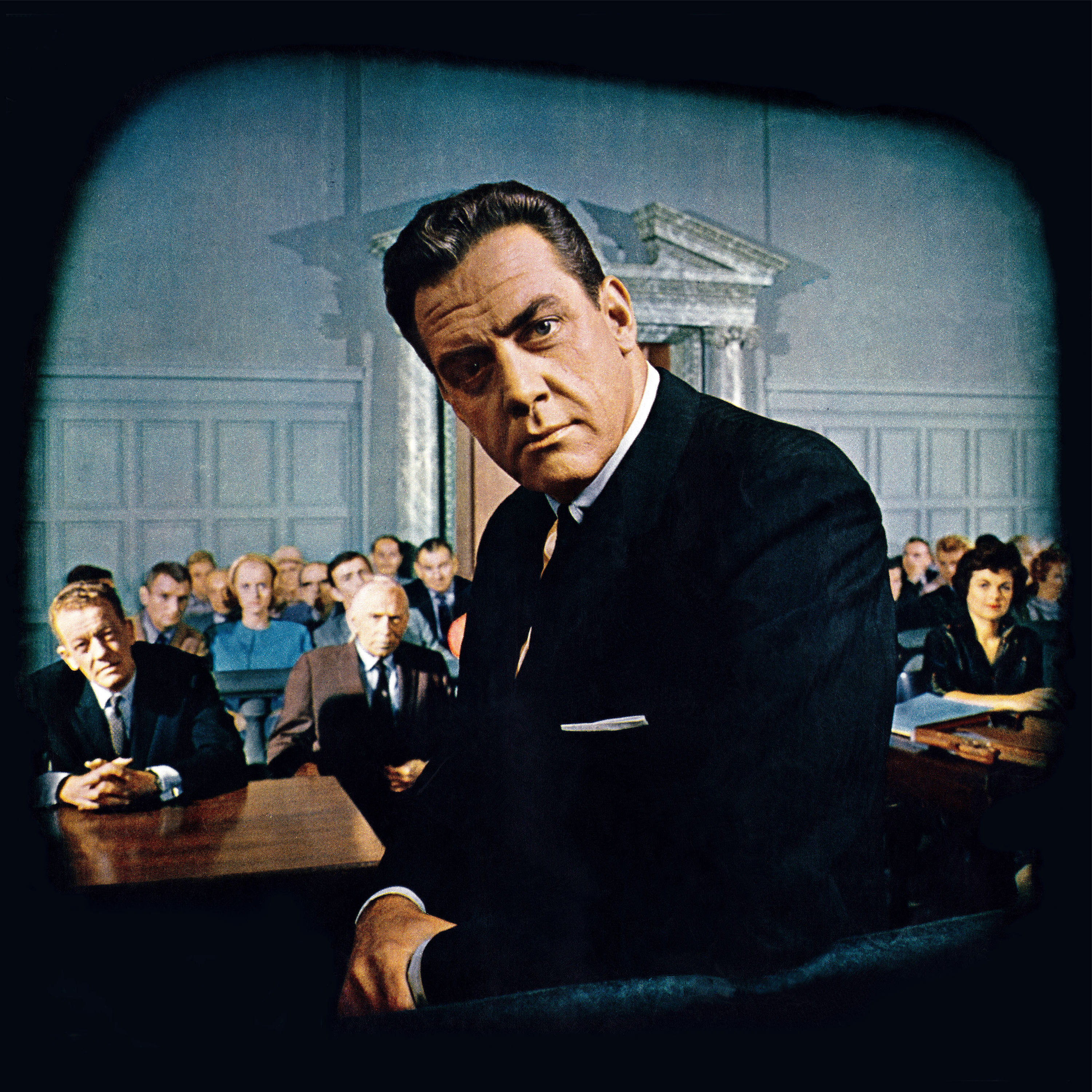
Raymond Burr 1961 som Perry Mason. I bakgrunden, från vänster: William Talman, Ray Collins och Barbara Hale.

William Raymond Stacy Burr, född 21 maj 1917 i New Westminster, British Columbia, Kanada, död 12 september 1993 i Healdsburg, Sonoma County, Kalifornien, var en kanadensisk-amerikansk skådespelare. Burr är främst ihågkommen för sina roller i TV-serierna Perry Mason (1957–1966 och senare 1985–1993) och som den rullstolsburne deckaren Ironside i Brottsplats: San Francisco (1967–1975).

## Biografi
Som liten flyttade Burr och hans mor runt från stad till stad, där modern tog olika jobb som orgelspelare i kyrkor och biografer. Burr började, som så många andra skådespelare, inom teatern.
Innan Burr blev skådespelare prövade han på ett flertal andra yrken: rancharbetare i Mexico City, vicesheriff, fotoförsäljare och sångare på nattklubbar.
Hans första filmroll var som Claudette Colberts partner i Skandal på nattexpressen (1946).
Han spelade med i över nittio filmer (mest små oansenliga biroller) innan han fick rollen som Perry Mason 1957. Värd att nämna av hans tidiga filmer är dock Hitchcock-filmen Fönstret åt gården, där han spelade mannen som fångar James Stewarts intresse i dennes kikare.
TV-serien Perry Mason gav honom tre Emmies. Det var Perry Masons författare Erle Stanley Gardner som själv valde ut Burr att spela huvudrollen som den smarte försvarsadvokaten. Gardner sa senare till Burr att: "Du lyckades fånga Perry Mason bättre på tjugo minuter, än jag gjorde på tjugo år."
Den kortlivade deckarserien Kingston visades också i svensk TV under slutet av 1970-talet.
Raymond Burr ägnade sig mycket åt välgörenhet. Han stödde bland annat 24 fosterbarn och hjälpte till ekonomiskt för befolkningen på ön Naitauba i Fiji.
Han var gift mellan 1948 och 1952. I januari 1992 fick han diagnosen njurcancer, men han ville inte låta sig opereras, eftersom det skulle försena inspelningen av hans två sista TV-filmer. När dessa var avklarade fick han reda på att cancern hade spridit sig till flera organ, vilket omöjliggjorde operation. I sin allra sista film, The Return of Ironside (1993), var han så svårt sjuk av cancer att han var rullstolsburen, precis som sin rollkaraktär.
Burr avled 12 september 1993 och 1 oktober hölls en privat minneshögtid där Barbara Hale, Don Galloway, Don Mitchell, Barbara Anderson, Elizabeth Baur, Dean Hargrove, William R. Moses och Christian Nyby deltog.

## Filmografi i urval
- Skandal på nattexpressen (1946; Without Reservations)
- Razzia i Regnbågsdalen (1947; Code of the West)
- Skuggad av gangsters (1948; I Love Trouble)
- Rovriddaren (1948; Ruthless)
- Reptilen (1948; Raw Deal)
- Fallgropen (1948; Pitfall)
- Sov, min älskling! (1948; Sleep, My Love)
- Främlingen från Kansas (1948; Station West)
- Don Juans äventyr (1948; Adventures of Don Juan)
- På liv och död (1949; Criss Cross )
- Hämndens borg (1949; Bride of Vengeance)
- Sardinmysteriet (1949; Love Happy)
- Kriminalreportern (1949; Abandoned)
- Den svarta demonen (1949; Black Magic)
- Styv i korken (1950; Key to the City)
- Dödligt lik (1951; His Kind of Woman)
- En plats i solen (1951; A Place in the Sun)
- Ormen från Nilen (1953; Serpent of the Nile)
- Fönstret åt gården (1954; Rear Window)
- Mammas gosse (1955; You're Never Too Young)
- Plats för mord (1956; Please Murder Me)
- Godzilla, King of the Monsters! (1956)
- Män utan nåd (1956; Great Day in the Morning)
- Skriet i natten (1956; A cry in the night)
- Ett mord för mycket (1957; Crime of Passion)
- Perry Mason (TV-serie) (1957-1966; Perry Mason)
- Brottsplats: San Francisco (TV-serie) (1967-1975; Ironside)
- Kingston (TV-serie) (1976-1977; Kingston)
- Kampen om Colorado (TV-serie) (1978; Centennial)
- Nu flyger vi ännu högre (1982; Airplane II: The Sequel)
- Godzilla1985 (1985; Godzilla)
- Perry Mason (TV-serie) (1985-1993; Perry Mason)
- Yr i bollen (1991; Delirious)
- The Return of Ironside (TV-film) (1993)